# PDFCreator
PDFCreatorは、WindowsのアプリケーションからPDFファイルを作成するためのオープンソースのプログラムである。Windowsの仮想プリンタとして動作する。
バージョン2.5.3を最後に、Windows XPの対応を終了した。